# ペリン・チェリック
ペリン・チェリック（Pelin Çelik、女性、1982年5月23日 - ）は、トルコの元バレーボール選手。ポジションはセッター。元トルコ代表。

## 来歴
2000-01シーズン、Vakıfbank Sport Kulübüでプロとしてのキャリアをスタートさせると、2003年、トルコ代表に初選出される。同年の欧州選手権に出場し、銀メダルを獲得した。同年11月のワールドカップでは三大大会初出場した。
2006年より2シーズン、フェネルバフチェに移籍した。ヨーロッパリーグでは2009年大会で銀メダルを獲得した。2011年、ラビタ・バクーに移籍し、世界クラブ選手権に出場し、金メダルを獲得した。

## 球歴
- ワールドカップ - 2003年
- 欧州選手権 - 2003年、2007年、2009年
- ワールドグランプリ - 2008年

## 受賞歴
- 2009年 - ヨーロッパリーグ ベストセッター賞

## 所属クラブ
- Vakıfbank Sport Kulübü（2000-2001年）
- Yeşilyurt（2001-2003年）
- Türk Telekom Ankara（2003-2006年）
- フェネルバフチェ（2006-2008年）
- Karşıyaka（2008-2009年）
- MKE Ankaragücü（2009-2010年）
- ベシクタシュ（2010-2011年）
- ラビタ・バクー（2011年）
- アゼルレイル・バクー（2011-2012年）
- Sarıyer Belediyesi（2013年）
- Çanakkale Belediyespor (2014年）
- ベシクタシュ（2014-2015年）